# ولادیمیر سوکولوف (ورزشکار)
ولادیمیر سوکولوف (روسی: Владимир Соколов؛ زادهٔ ۲۹ اوت ۱۹۶۲) قایقران روئینگ اهل روسیه است.